# Emneth
Emneth är en ort och civil parish i Storbritannien.   Den ligger i grevskapet Norfolk och riksdelen England, i den sydöstra delen av landet, 130 km norr om huvudstaden London. Emneth ligger 4 meter över havet och antalet invånare är 2 257.
Terrängen runt Emneth är mycket platt. Runt Emneth är det ganska tätbefolkat, med 90 invånare per kvadratkilometer. Närmaste större samhälle är Wisbech, 4,2 km nordväst om Emneth. Trakten runt Emneth består till största delen av jordbruksmark.